# Ernst Gombrich

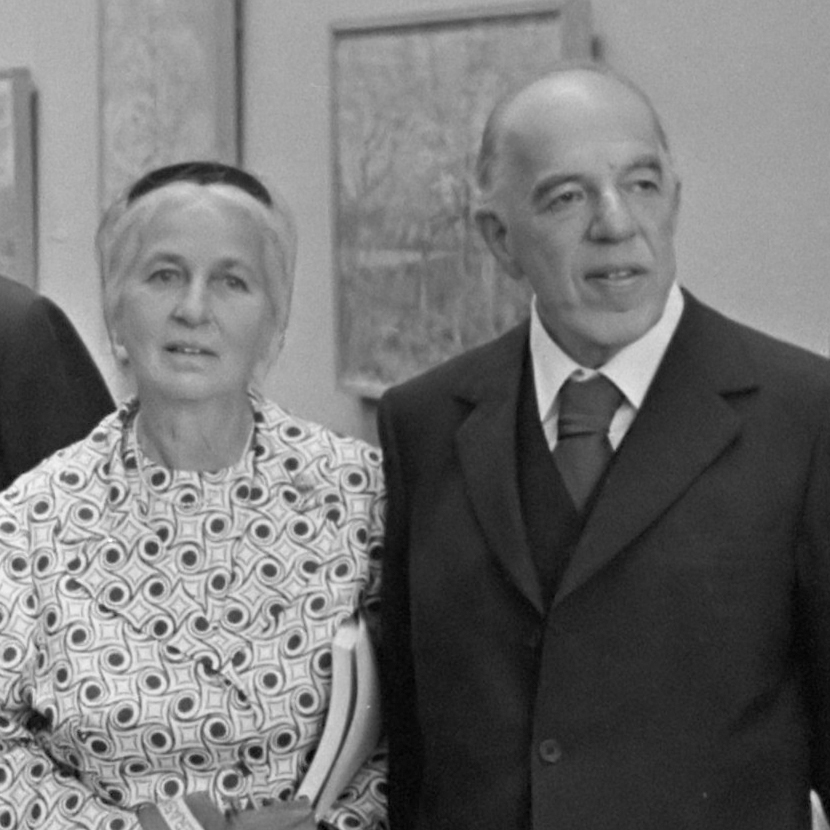
Ernst Gombrich (1975, mit Ehefrau Ilse Heller, bei der Verleihung des Erasmuspreises)

Sir Ernst Hans Josef Gombrich (* 30. März 1909 in Wien, Österreich-Ungarn; † 3. November 2001 in London) war ein österreichisch-britischer Kunsthistoriker, der am Warburg Institute in London wirkte.
Seine Schwestern waren Anna Forsdyke (1905–1994) und Lisbeth Gombrich (1907–1994); letztere war Juristin, Schriftstellerin und Übersetzerin, die zahlreiche Werke Ernst Gombrichs übersetzte.

## Leben
Gombrich wurde als Sohn einer Familie des Wiener Bildungsbürgertums geboren. Sein Vater Karl B. Gombrich war Rechtsanwalt, die Mutter Leonia (geb. Hock) Pianistin. Musik war ihm seit seiner Kindheit ebenso wichtig wie die bildende Kunst. Nach dem Ersten Weltkrieg verbrachte Gombrich gemeinsam mit seiner Schwester Lisbeth neun Monate in Schweden (als Pflegekind eines Sargmachers). Nach Absolvierung des Theresianums studierte Gombrich von 1928 bis 1933 unter Julius von Schlosser Kunstgeschichte an der Universität Wien. Kurzfristig ging er nach Berlin, um dort eine Vorlesung von Heinrich Wölfflin über „Italien und das deutsche Formgefühl“ zu hören. Von den Bildvergleichen Wölfflins eher gelangweilt, beschäftigte sich Gombrich mehr mit den Verhaltensstudien des Gestaltpsychologen Wolfgang Köhler an Menschenaffen. Auch sonst blieb er, wie sein Freund Karl Popper, sein ganzes Leben lang naturwissenschaftlich interessiert. 1933 wurde er über Giulio Romanos Palazzo del Te in Mantua promoviert. Gombrich deutete die „gestörten Formen“ der manieristischen Architektur nicht als Zeitausdruck, sondern als Wahl, Spiel und Virtuosität. Schon damals kristallisierte sich heraus, dass er die Kunstgeschichte als Geistesgeschichte betrachtete.
Nach der Promotion schrieb Gombrich Eine kurze Weltgeschichte für junge Leser, die 1935 erstmals erschien und bis heute immer wieder neu aufgelegt wird. Er widmete sich fortan den Problemfeldern zwischen Kunstgeschichte und Psychologie. Er erkannte, wie schwierig die Deutung und bildliche Übersetzung der menschlichen Gemütsbewegungen und Leidenschaften sind, und er befasste sich – zusammen mit Ernst Kris – mit der Karikatur.
Im Jahr 1936 emigrierte Gombrich nach London, wo er an der Bibliothek Warburg (seit 1944 Warburg Institute) beschäftigt wurde, die – ursprünglich in Hamburg ansässig – dort ihre neue Heimstatt gefunden hatte und unter der Leitung des ebenfalls aus Wien stammenden Fritz Saxl stand. Dem Warburg Institute gehörte er bis zu seiner Pensionierung an und war von 1959 bis 1976 dessen Direktor. Während des Zweiten Weltkriegs war Gombrich beim Monitoring Service der BBC beschäftigt und analysierte deutsche Rundfunksendungen. 1970 veröffentlichte er eine intellektuelle Biographie Aby Warburgs, des Gründers der Warburg-Bibliothek, der sich vor allem mit der Erforschung des ikonologischen Nachlebens der Antike befasst hatte.

## Bedeutung
Gombrich galt als einer der weltweit angesehensten Kunsthistoriker. Er hat Grundfragen der Kunstwissenschaft neu durchdacht und Brücken zu Nachbardisziplinen von der experimentellen Psychologie bis zur Humanismusforschung und der Geschichte der Rhetorik geschlagen.
Gombrichs 1950 erschienenes Buch Die Geschichte der Kunst wurde seine bekannteste kunsthistorische Publikation. Es erschien 1996 in 16. Auflage, auch in deutscher Sprache. Übersetzungen existieren für 25 Sprachen. Weiterhin gilt dieses Werk als einer der bedeutendsten Leitfäden durch die Kunst und ihre Geschichte. Es beginnt mit den berühmten Sätzen:

„Genau genommen gibt es ‚die Kunst‘ gar nicht. Es gibt nur Künstler.“

Seinen Vortrag Künstler, Kenner, Kunden beginnt er 1992 mit dem Bekenntnis, dass diese provozierende Aussage, mit der er bewusst die Abhandlung eröffnete, nicht von ihm geprägt wurde, sondern von seinem Lehrer Julius von Schlosser. In der folgenden Arbeit, Art and Illusion, versuchte er zu zeigen, wie die Illusion der Bilder auf ständig neuen Experimenten in der Spannung zwischen vorgegebenen Schemata, Außenbeobachtung und Ausdrucksabsicht beruht, dass Bilder quasi Versuche im Labor sind, die ständig neuen Tests und Korrekturen unterliegen.
Ausgehend von der Gestalttheorie unternahm es Gombrich in seiner nächsten Veröffentlichung The Sense of Order – A Study in the Psychology of Decorative Art, die wechselnden Muster der Ornamente empirisch zu erklären. In der Abhandlung Icones Symbolicae zeigte er früh die Gefahren von Erwin Panofskys Konzept der Ikonologie auf. Jede ikonologische Auslegung dürfe sich nur auf Texte stützen, die nachweislich in der betreffenden Zeit an jenen Orten, an denen der Künstler wirkte, zugänglich waren. Zwischen 1985 und 1988 erschienen in deutscher Übersetzung Gombrichs wichtigste Abhandlungen zur Renaissance unter dem Titel Zur Kunst der Renaissance. Ausgewählte Aufsätze.
Gombrich bezog eine kritische Position gegenüber der modernen Kunst, vor allem gegenüber deren permanentem Drang zur Innovation. „Die Zeit ist gekommen, Nein zu sagen“, postulierte er. Er lehnte auch den provokatorischen Gestus in der Architektur der Moderne ab und beteiligte sich beispielsweise am internationalen Kunsthistorikerprotest gegen das Wiener Projekt eines Museumsquartiers.
Die Behauptung Marcel Duchamps, alles sei Kunst, wenn man es nur zur Kunst erkläre, war für ihn ein Beispiel für jene Mystifizierung des bildnerischen Prozesses, gegen die er zeitlebens ankämpfte. Gleichermaßen wandte er sich vehement gegen den Relativismus, obwohl er zugeben musste, dass es sehr schwierig ist, über Werte zu diskutieren. Es stand für ihn jedoch außer Frage, dass es Werte gibt, dass diese Werte überpersönlichen Ursprungs sind und dass diese es eigentlich sind, mit denen der Künstler sich auseinandersetzt.

„In unseren Geschichtsbüchern wird der Kampf gegen diese akademische Lehre gewöhnlich als ein Befreiungskampf gegen einen überholten Klassizismus dargestellt. Aber ich glaube, daß man am wirklichen Drama vorübergeht, wenn man sich keine Rechenschaft gibt von dem schweren psychischen Trauma, das der Wegfall jener metaphysischen Stütze für die Selbstachtung des Künstlers bedeutete. [… (Zitat Gustave Courbet) …]

Man sieht, daß Courbet, der sagte, er könne keine Engel malen, weil er nie einen Engel gesehen habe, genauso leidenschaftlich an die Verwirklichung von Werten glaubte wie nur je ein »akademischer Künstler«. Aber der Verlust der metaphysischen Unterbauung machte es viel schwerer, den Glauben aufrechtzuerhalten, und wenn diese Behauptung eines Beweises bedürfte, könnte ich Sie auf zahlreiche Äußerungen von führenden Künstlern des 20. Jahrhunderts, wie Kandinsky, Klee oder Mondrian, verweisen, die versuchten, auf irgendeine Form einer platonisierenden Mystik zurückzugreifen, um die Gültigkeit und Heiligkeit ihrer künstlerischen Mission zu beweisen. Leider kann man die meisten ihrer Äußerungen intellektuell nicht sehr ernst nehmen, und ich bin der letzte, der sie Ihnen empfehlen wollte. Und doch frage ich mich, ob wir wirklich diese Art von Metaphysik brauchen, um eine mehr als subjektive Kunsttheorie zu rechtfertigen, eine Theorie, die die Forderung nach dem Überpersönlichen und damit auch irgendeine Fassung des Vollkommenheitsbegriffes erklärt und anerkennt.“

Neben seiner angesichts des Wertewandels als zunehmend konservativ zu bezeichnenden Positionen, trat mit der Emanzipationsbewegung der Frauen in den 1960er Jahren auch bald der ausschließlich männliche Kanon in der Kunstgeschichtsschreibung in den Fokus. Gombrichs Werk war hierfür symptomatisch: die Erstausgabe seines Standardwerkes enthielt keinerlei Künstlerinnen; in der 16. Auflage der deutschen Ausgabe von 1996 tauchte eine einzige Frau – Käthe Kollwitz – auf.

## Zitate
Gombrich hat sich immer wieder gegen die „Geschmacksdiktate“ seiner Zeit ausgesprochen und dabei viele Argumente vorgetragen. Grundsätzlich ging es ihm aber mehr um die wesentliche humanistische Grundhaltung, wie aus folgendem Zitat deutlich wird:

„Es kann vorkommen, daß wir das Problem sehr wohl verstehen, aber die Werte ablehnen, die das Werk verkörpert, denn wir haben das Recht auf unser freies Urteil und dürfen auch aussprechen, daß ein Meisterwerk, das auf einer langen Tradition fußt, uns nicht wertvoll, sondern verworfen vorkommt. Es gibt ja so etwas wie raffinierte Grausamkeit, und auch in einem Kunstwerk kann raffinierte Verderbtheit zum Ausdruck kommen. Aber sowohl die freiwillige Bemühung, einem Verständnis näherzukommen, als auch die Freiheit der Kritik werden heute zu oft vernachlässigt zugunsten der Betonung einer subjektiven Reaktion, die als beinahe automatisch angesehen wird.“

Als Geisteswissenschaftler hat er sich auch immer wieder mit dem Unterschied zur Naturwissenschaft auseinandergesetzt und deutlich herausgearbeitet, dass die Kunstwissenschaft ohne persönliches Engagement Wesentliches ihres Gegenstandes nicht erschließen kann:

„Ein Kritiker oder Kunsthistoriker kann sich Mühe geben, diese subjektive Reaktion zu überwinden und wird gelegentlich imstande sein, Leistungen individueller Künstler oder ganzer Perioden zu würdigen, die an sich für ihn wenig anziehend sind. Es kann sein, daß ihm Rubens wenig sympathisch ist und daß er trotzdem mit der Zeit seine Verve, sein souveränes Können und seine Phantasie bewundert oder daß er, obwohl ihm persönlich Poussin wenig sagt, verstehen lernt, was seine Bewunderer in ihm sehen.

Und doch kann man behaupten, daß eine solche »kalte« Würdigung von Kunstwerken, an denen uns nichts liegt, nur ein schwaches Surrogat ist für das echte Erlebnis, das ein Kunstwerk für uns sein kann. Zu einem solchen Erlebnis gehört die Liebe. Es enthält ein Element unmittelbarer, spontaner Hingabe, das man vielleicht mit dem vergleichen kann, was die Psychoanalytiker Übertragung nennen. Dazu gehört die Bereitschaft, auf Kritik zu verzichten, sich dem Kunstwerk hinzugeben und seine Reichtümer und Feinheiten mit Liebe zu erforschen. Wenn wir bloß den Versuch machen, dem Werk »unvoreingenommen« gegenüberzutreten, werden wir nie entdecken, was das Werk uns zu bieten hat.“

## Jüdische Identität
Das Schicksal Gombrichs und seiner Wirkungsstätte hängt unmittelbar mit der Judenverfolgung während der Naziherrschaft zusammen. Anlässlich einer Londoner Konferenz zum Thema leitete er seine kulturelle Identität aus dem Wiener Großbürgertum der Jahrhundertwende ab („Ich bin das, was der Hitler einen Juden genannt hat!“). Sein Verlag fasst den Vortrag zur Frage der jüdischen Kultur wie folgt zusammen:

„Ernst H. Gombrich verwirft den Begriff der jüdischen Kultur. Das Konzept jüdischer Kunst, so zeigt er, gründet sich keinesfalls auf dem Selbstverständnis der Künstler. Es sei vielmehr ein Produkt derer, die die Kunst und Literatur von Künstlern jüdischen Glaubens oder jüdischer Herkunft diffamieren wollten: „… das Konzept einer jüdischen Kultur ist eine Erfindung Hitlers und seiner Vorläufer und Nachfahren“. Diese Fremddefinition führt Ernst H. Gombrich auf die Verschiebung sozialer Hierarchien im Übergang von der Feudalherrschaft zum Kapitalismus zurück. Weil Juden der Landbesitz versagt war, nahmen sie als erste die sozialen Schlüsselpositionen in Handel und Finanzwesen ein. Erst dadurch wurden sie – vor ihrer Herkunft und ihrer Nationalität – als Juden wahrgenommen. So gelingt es Ernst H. Gombrich, den jüdischen Mythos zugunsten eines humanistischen Denkens zu dekonstruieren.“

## Ehrungen
Seit 1947 britischer Staatsbürger, wurde Gombrich 1966 von Königin Elisabeth II. als CBE in den Order of the British Empire aufgenommen und 1972 als Knight Bachelor zum Ritter geschlagen. 1964 wurde er in die American Academy of Arts and Sciences, 1968 in die American Philosophical Society und 1985 in die American Academy of Arts and Letters gewählt. Die Königlich Niederländische Akademie der Wissenschaften nahm ihn 1973 als auswärtiges Mitglied auf. 1976 verlieh im die Stadt Stuttgart den Hegel-Preis. 1977 erhielt er den Orden Pour le mérite für Wissenschaften und Künste. Seit 1979 war er korrespondierendes Mitglied der Bayerischen Akademie der Wissenschaften. 1984 wurde er mit dem Österreichischen Ehrenzeichen für Wissenschaft und Kunst ausgezeichnet. 1985 erhielt er von der Gemeinde Anacapri den „Rosina Viva Preis“. 1986 wurde er zum Ehrenmitglied der Göttinger Akademie der Wissenschaften gewählt. 1988 wurde ihm der Order of Merit (OM) verliehen. 1985 erhielt er den Balzan-Preis für Kunstgeschichte des Abendlandes, 1986 den Preis der Stadt Wien für Geisteswissenschaften, 1988 den Ludwig-Wittgenstein-Preis der Österreichischen Forschungsgemeinschaft. 1994 wurde ihm der Goethepreis der Stadt Frankfurt am Main verliehen. 1999 wurde er Ehrendoktor der Universität Wien. Im Jahr 2002 erhielt er die Leverhulme-Medaille der British Academy, deren Mitglied (Fellow) er seit 1960 war.
2009 wurde in Wien-Favoriten (10. Bezirk) die Gombrichgasse nach ihm benannt.
Seit 2011 vergibt die Kunsthistorische Gesellschaft der Universität Wien zu Ehren Sir Ernst Gombrichs den Sir-Ernst-Gombrich-Nachwuchspreis zur Förderung und Auszeichnung hochqualifizierter Absolventen des Faches Kunstgeschichte.
Anlässlich seines 100. Geburtstags fand am Alfried Krupp Wissenschaftskolleg in Greifswald ein Internationales Symposium statt.

## Familie
Gombrich heiratete 1936 die Konzertpianistin Ilse Heller. Ihr einziges Kind, Richard Gombrich, wurde ein bedeutender Indologe und Buddhismusforscher, der 1976 bis 2004 eine Professur in Oxford bekleidete.

## Schriften
- Die Geschichte der Kunst. Phaidon, Köln 1952 (Engl. Originalausgabe: Phaidon, London 1950. Dt. Neuauflage: Phaidon, Berlin 2009, ISBN 978-0-7148-9137-8; im deutschsprachigen Raum nach juristischen Auseinandersetzungen seit April 2009 wieder lieferbar.)[13].
- Kunst und Illusion. Zur Psychologie der bildlichen Darstellung. (Engl. Originalausgabe: Art and Illusion. 1959, deutsche Übersetzung von Lisbeth Gombrich: Köln 1967), Phaidon, Berlin 2002, ISBN 0-7148-9317-X.
- Kunst, Wahrnehmung, Wirklichkeit. Suhrkamp Verlag, Frankfurt am Main 1977, ISBN 0-7148-9317-X.
- Meditationen über ein Steckenpferd. Suhrkamp Verlag, Frankfurt am Main 1978, ISBN 3-518-07837-2.
- Ideal und Typus in der italienischen Renaissancemalerei. Rhema, Münster 1983, ISBN 3-531-11951-6.
- Bild und Auge. Neue Studien zur Psychologie der bildlichen Darstellung. Klett-Cotta, Stuttgart 1984, ISBN 3-608-76180-2.
- Zur Kunst der Renaissance. Bände 1–3 (von 4). Norm und Form. / Das symbolische Bild. / Die Entdeckung des Sichtbaren. Klett-Cotta, Stuttgart 1985, ISBN 3-608-76146-2.
- Wege zur Bildgestaltung. Vom Einfall zur Ausführung. Rhema, Münster 1989, ISBN 3-531-11962-1.
- Künstler, Kenner, Kunden. Picus, Wien 1993, ISBN 3-85452-317-3.
- Das forschende Auge. Kunstbetrachtung und Naturwahrnehmung. Campus (Edition Pandora), Frankfurt am Main 1994, ISBN 3-593-35155-2.
- Speis der Malerknaben. Zu den technischen Grundlagen von Dürers Kunst. WUV Universitätsverlag, Wien 1997, ISBN 3-85114-295-0.
- Jüdische Identität und jüdisches Schicksal. Eine Diskussionsbemerkung. Passagen, Wien 1997, ISBN 3-85165-292-4.
- Kunst und Kritik. Klett-Cotta, Stuttgart 1998, ISBN 3-608-76153-5.
- Die Krise der Kulturgeschichte. Gedanken zum Wertproblem in den Geisteswissenschaften. (Engl. O-Ausg. Ideals & Idols, Phaidon 1979.) Klett-Cotta, Stuttgart 1999, ISBN 3-608-76149-7.
- Ornament und Kunst. Schmucktrieb und Ordnungssinn in der Psychologie des dekorativen Schaffens. Aus d. Engl. übertr. von Albrecht Joseph. Klett-Cotta, Stuttgart 1999, ISBN 3-608-76156-X.
- The Uses of Images: Studies in the Social Function of Art and Visual Communication. Phaidon, 1999, ISBN 978-0-7148-3969-1
- Kunst und Fortschritt. Wirkung und Wandlung einer Idee. Dumont, Köln 2002, ISBN 3-8321-7235-1.
- Aby Warburg. Eine intellektuelle Biographie. Philo & Philo Fine Arts, Hamburg 2006, ISBN 3-86572-541-4, (PDF, 2.014 kB).
- Schatten. Ihre Darstellung in der abendländischen Kunst. Wagenbach, Berlin 2009, ISBN 978-3-8031-1259-0.
- Eine kurze Weltgeschichte für junge Leser: Von der Urzeit bis zur Gegenwart. Dumont, Köln 2009, ISBN 978-3-8321-7654-9.
  - als Hörbuch: Christoph Waltz liest Ernst H. Gombrich: 1. Teil: Eine kurze Weltgeschichte für junge Leser: Von den Anfängen bis zum Mittelalter. [ungekürzte Lesung / Regie: Frank Bruder]. Argon, Berlin 2006, ISBN 978-3-86610-098-5 (Audiobook, 5 CDs); 2. Teil: Eine kurze Weltgeschichte für junge Leser: Von der Renaissance bis heute, ISBN 978-3-86610-099-2 (Audiobook, 4 CDs).

### Bibliographie
- J. B. Trapp: E. H. Gombrich: A Bibliography. Phaidon, London 2000, ISBN 0-7148-3981-7.

### Gespräche im Druck
- Auge macht Bild, Ohr macht Klang, Hirn macht Welt. Franz Kreuzer im Gespräch mit Ernst H. Gombrich, Hellmuth Petsche. Salzburger Musikgespräch 1983. Franz Deuticke, Wien 1983, ISBN 3-7005-4483-9.
- Die Kunst, Bilder zum Sprechen zu bringen: Ein Gespräch mit Didier Eribon. Klett-Cotta, Stuttgart 1993, ISBN 3-608-93187-2.
- Frank Whitford: O welch süss' Ding ist die Perspektive! (Seite nicht mehr abrufbar. Suche in Webarchiven). In: NZZ Folio, Nr. 03/1995.

## Sekundärliteratur
- Hans Belting: Gedenkworte für Sir Ernst Gombrich. In: Orden pour le Mérite (Hrsg.): Reden und Gedenkworte. Vol. 37 (2008–2009). Wallstein, Göttingen 2010, ISBN 978-3-8353-0516-8, S. 119–124.
- Anke te Heesen: Zuversichtliches Lesen. Ernst H. Gombrich, Aby Warburg. Eine intellektuelle Biographie. Frankfurt a. M.: Suhrkamp 1984. In: Jörg Döring, Ute Schneider (Hrsg.): Bildung Taschenbuch BRD. Westdeutsche Leser:innen erzählen. Verbrecher, Berlin 2024, ISBN 978-3-95732-598-3, S. 273–282.
- Klaus Lepsky: Ernst H. Gombrich : Theorie und Methode. Böhlau, Wien 1991, ISBN 3-205-05347-8.
- Michael Podro: Ernst Hans Josef Gombrich, 1909–2001. In: Proceedings of the British Academy. Band 120, 2003, S. 175–198 (thebritishacademy.ac.uk).
- Friedrich Polleroß: 100. Geburtstag von Sir Ernst H. Gombrich. Universität Wien, Wien 2009.
- Lambert Wiesing: Zeigen mit Zentralperspektive: Vom Steckenpferd zum Augenzeugenprinzip. In: Lambert Wiesing: Sehen lassen. Die Praxis des Zeigens. Suhrkamp, Frankfurt am Main 2013, Kap. III, 3, S. 157–179.
- Sybille Moser-Ernst (ed.): ART and the MIND – Ernst H. GOMBRICH Mit dem Steckenpferd unterwegs, V&R unipress, Göttingen, 2018, ISBN 978-3-8471-0794-1.
- Ursula Marinelli, Gombrich, Ernst Hans Sir (1909–2001), Kunsthistoriker, in: Österreichische Akademie der Wissenschaften (Hg.), Österreichisches Biographisches Lexikon (1815–1950), online Edition, Lfg. 7 (14. Dezember 2018).